# Grom (glacier)

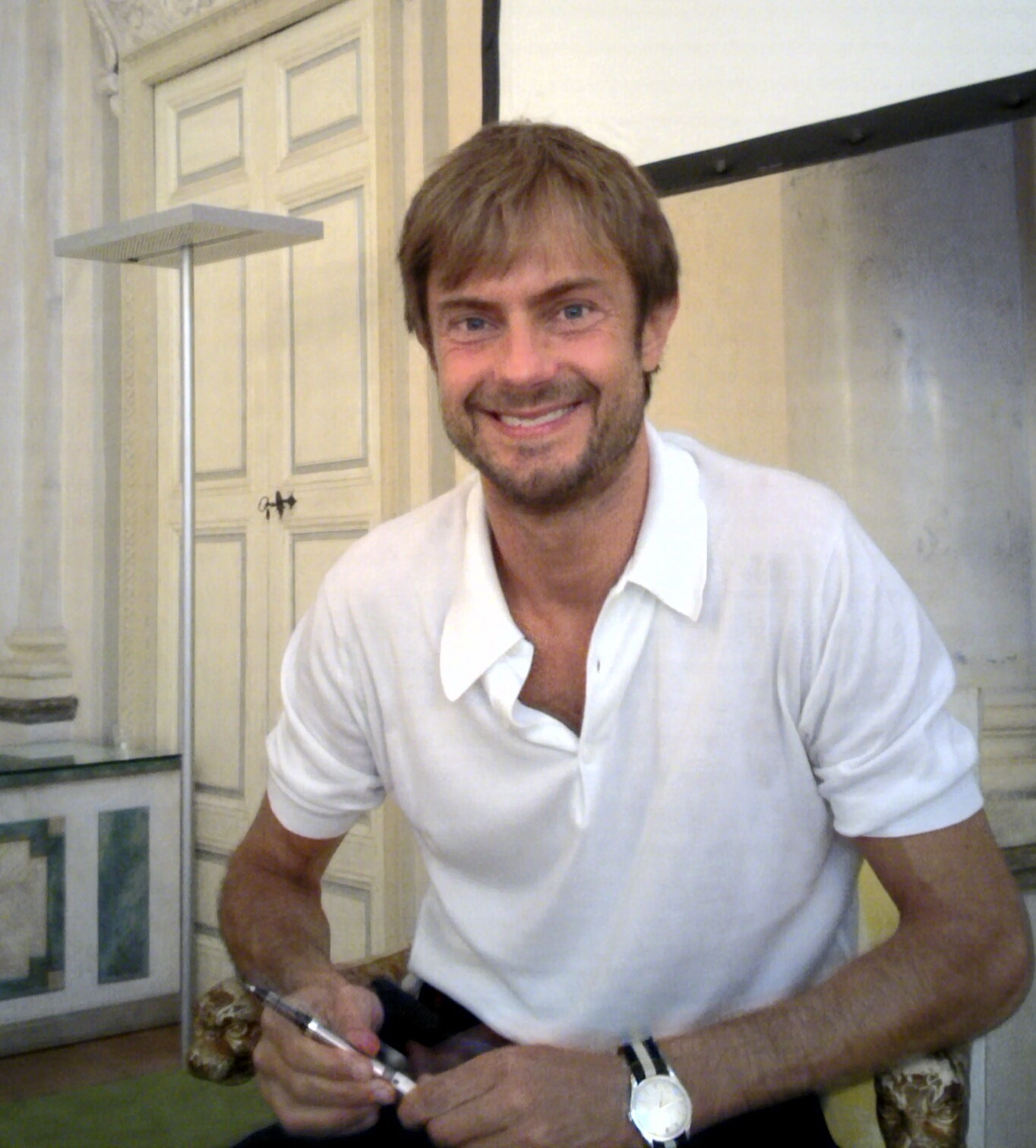
Guido Martinetti, cofondateur de Grom, à Parme en 2012.

Grom est une chaîne de glaciers fondée à Turin en 2003. Depuis octobre 2015, elle fait partie de la multinationale Unilever.

## Histoire
L'entreprise est fondée par les italiens Guido Martinetti (œnologue de formation) et Federico Grom (comptable). Ce dernier donne son nom à l'entreprise. Chacun des deux fondateurs investit 32 500 euros dans le projet. Le premier magasin est inauguré le 18 mai 2003 Turin, leur ville d'origine. Un laboratoire de production, situé à proximité de Turin, est ouvert en janvier 2005. En 2017, ils rachètent 15 hectares de terres à Costigliole d'Asti, dans le Piémont, pour y produire une partie des ingrédients destinés à la fabrication des glaces.
La première ouverture à l'étranger a lieu le 5 mai 2007 à New York. En 2008, Grom arrive à Paris. La gamme de produits s'enrichit de biscuits en 2013 et de glace en pot en 2017.
En 2012, le chiffre d'affaires se monte à 30 millions d'euros contre 250 000 euros en 2003. En 2015, la multinationale Unilever rachète l'entreprise,, qui continue toutefois à être exploitée de manière indépendante.
En 2019, Grom est implanté dans vingt-neuf villes italiennes et onze villes étrangères (Dubaï, Jakarta, Hollywood, Londres, Los Angeles, Malibu, Marseille, New York, Nice, Paris et Shanghai).
En 2020, Unilever ferme l'usine historique de Turin. L'activité de distribution en grande surface se développe, et certains points de vente historiques ferment.

## Caractéristiques

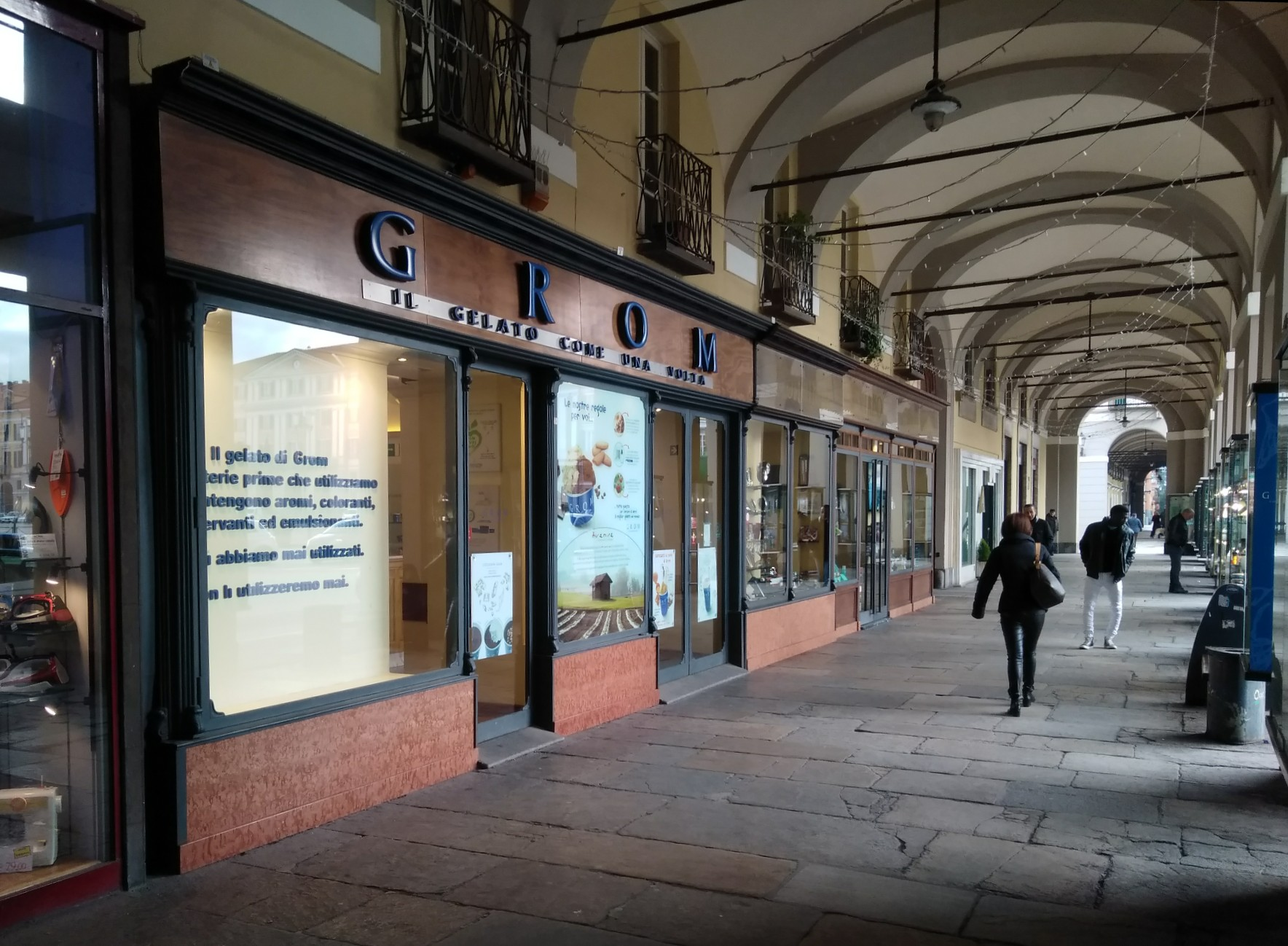
Grom place Galimberti (Coni).

Grom prétend faire de la glace "comme autrefois" - "come una volta". L'entreprise est reconnue pour son approche innovante de la communication avec les clients, en raison de son attention pour la durabilité économique et environnementale. Les arômes artificiels, colorants et émulsifiants n'entrent pas dans la composition des produits.
Jusqu’en 2020, la production était centralisée dans une seule grande usine où étaient fabriqués les produits semi-finis. Après avoir été emballés et surgelés, ceux-ci étaient distribués aux magasins de la chaîne afin d'être mélangés avec d'autres ingrédients, par exemple les pépites de chocolat, puis travaillés et enfin vendus.
Pour produire la glace, l'entreprise utilise des produits de saison et sourcés, du lait bio, de l'eau de montagne et des œufs biologiques.
De la farine de grains de caroube (E410) est utilisée comme épaississant, stabilisant et émulsifiant,.

### Note
- (it) Cet article est partiellement ou en totalité issu de l’article de Wikipédia en italien intitulé « Grom_(azienda) » (voir la liste des auteurs).